# Confini di Israele

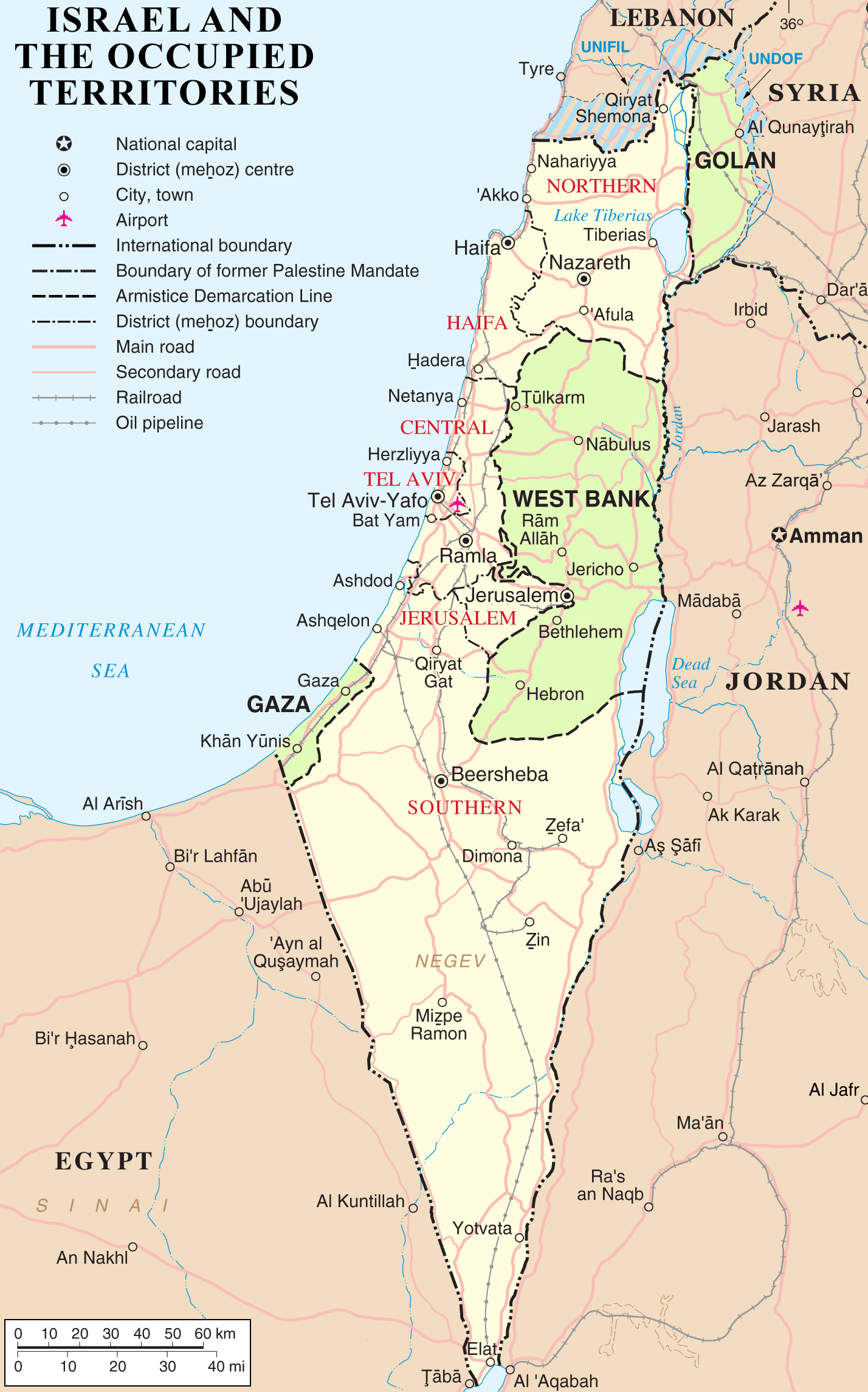
Israele ed i territori occupati

Gli attuali confini dello Stato di Israele sono il risultato sia della guerre che degli accordi diplomatici tra Israele, i suoi vicini e le potenze coloniali (in primo luogo il Regno Unito). Solo due dei cinque potenziali confini terrestri di Israele sono riconosciuti a livello internazionale, mentre gli altri tre godono di un riconoscimento limitato. I confini di Israele con l'Egitto e la Giordania sono stati formalmente riconosciuti e confermati come parte dei trattati di pace con quei Paesi. I confini con la Siria (alture del Golan), il Libano (fattorie di Sheb'a) e i territori palestinesi (sotto il controllo dello Stato di Palestina) sono ancora oggetto di dispute.
Secondo la linea verde degli accordi di armistizio del 1949, Israele confina con il Libano a nord, le alture del Golan e la Siria a nord-est, la Cisgiordania e la Giordania a est, la Striscia di Gaza e l'Egitto a sud-ovest. Il confine con l'Egitto è il confine internazionale delimitato nel 1906 tra il Regno Unito e l'Impero ottomano, confermato nel trattato di pace Egitto-Israele del 1979, e il confine con la Giordania si basa sul confine definito nel memorandum Trans-Giordania del 1922, confermato nel trattato di pace tra Israele e Giordania del 1994.

## Spartizione anglo-francese

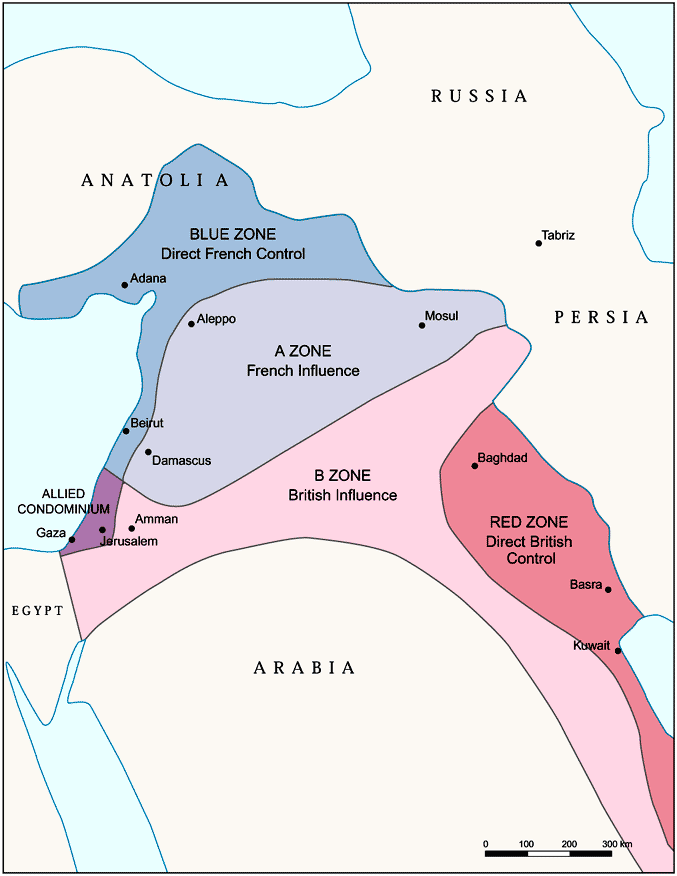
Zone di influenza e controllo francesi e britanniche proposte nell'accordo Sykes-Picot

L'accordo Sykes-Picot del 1916 divideva segretamente le terre dell'Impero ottomano del Medio Oriente tra le sfere d'influenza britannica e francese. Tra il resto, concordarono che la Palestina dovesse essere designata come "enclave internazionale".
L'accordo venne rivisto da Gran Bretagna e Francia nel dicembre 1918 (accordo Clemenceau-Lloyd George): venne concordato che la Palestina e il vilayet di Mossul nell'odierno Iraq avrebbero fatto parte della zona britannica in cambio del sostegno britannico all'influenza francese in Siria e Libano. Alla conferenza di Sanremo (19-26 aprile 1920) il Consiglio Supremo Alleato concesse alla Gran Bretagna i mandati per Palestina e Mesopotamia senza definire con precisione i confini di essi.

## Confine con la Giordania e nascita della Cisgiordiania

### Mandato britannico
Nel marzo 1921, il segretario coloniale Winston Churchill visitò Gerusalemme e in seguito a una discussione con l'emiro Abdullah, fu convenuto che la Transgiordania dovesse essere aggiunta al mandato palestinese.
Nel luglio 1922, la Società delle Nazioni approvò il mandato britannico della Palestina, entrato in vigore nel 1923 dopo che fu risolta una controversia tra Francia e Italia sul mandato francese della Siria. Il mandato stabiliva che la Gran Bretagna potesse "posticipare o rifiutare" l'applicazione delle disposizioni relative alla "Casa nazionale ebraica" nel territorio a est del fiume Giordano, allora chiamato Transgiordania. Nel settembre 1922, il governo britannico presentò un memorandum alla Società delle Nazioni che definiva il confine della Transgiordania e confermava la sua esclusione da tutte le disposizioni relative agli insediamenti ebraici.
Lo storico e politologo Adam Garfinkle scrisse che il pubblico chiarimento e l'attuazione dell'articolo 25, più di un anno dopo alla sua aggiunta nel mandato, indusse in errore alcuni a "immaginare che il territorio della Transgiordania fosse compreso dalle condizioni del mandato per quanto riguarda prima dell'agosto 1921". Questo, secondo il professore di storia ebraica moderna Bernard Wasserstein, sfocerebbe nel "mito della 'prima divisione' della Palestina che divenne parte del concetto di 'Grande Israele' e dell'ideologia del revisionista del movimento di Jabotinsky". L'accademico americano di origine palestinese Ibrahim Abu-Lughod, allora presidente del dipartimento di scienze politiche della Northwestern University, suggerì che i riferimenti alla "Giordania come Stato palestinese" fatti dai portavoce israeliani potrebbero riflettere "la stessa mancata comprensione".

### Indipendenza
La Transgiordania ottenne l'indipendenza dalla Gran Bretagna nel 1946, prima della fine del mandato palestinese.
Il 15 maggio 1948, la Legione araba della Transgiordania entrò da est in quella che era stata la parte palestinese del mandato palestinese, mentre altri eserciti arabi invasero altre parti del territorio. La guerra arabo-israeliana del 1948 fu conclusa dalla conferenza di Losanna del 1949 in cui furono definiti gli accordi di armistizio del 1949. Il confine dell'armistizio è comunemente noto come Linea Verde, ed è stato espressamente dichiarato come un confine temporaneo, piuttosto che un confine permanente, cui gli accordi di armistizio hanno relegato a futuri negoziati. Dopo l'armistizio, la Transgiordania aveva il controllo di quella che sarebbe stata chiamata la Cisgiordania. Gerusalemme Est, compresa la Città Vecchia, era considerata parte della Cisgiordania.
La Cisgiordania fu annessa alla Giordania nel 1950, con il confine che era la linea di armistizio del 1949, sebbene la Giordania rivendicasse tutta la Palestina. L'annessione della Giordania venne riconosciuta solo da tre Paesi. La Cisgiordania rimase parte della Giordania fino a quando Israele la conquistò nel 1967, durante la guerra dei sei giorni. Nel luglio 1988, la Giordania ha rinunciato a tutte le rivendicazioni sulla Cisgiordania, a favore dell'Organizzazione per la liberazione della Palestina, come "unico rappresentante legittimo del popolo palestinese".

Il trattato di pace tra Israele e Giordania, firmato il 26 ottobre 1994, ha risolto tutte le questioni territoriali e di confine in sospeso tra i due Paesi che esistevano dalla guerra del 1948. Il trattato specificava e riconosceva pienamente il confine internazionale tra Israele e Giordania, con la Giordania che confermava la sua rinuncia a qualsiasi rivendicazione sulla Cisgiordania. Dopo la sua firma, i fiumi Giordano e Yarmuk, il Mar Morto, l'Emek Ha'arva/Wadi Araba e il golfo di Aqaba furono ufficialmente designati come confini tra Israele e Giordania e tra la Giordania e il territorio occupato da Israele nel 1967. Per questi ultimi, l'accordo richiede che la demarcazione utilizzi una presentazione diversa e che rechi la seguente esclusione di responsabilità:
"Questa linea è il confine amministrativo tra la Giordania e il territorio che finì sotto il controllo del governo militare israeliano nel 1967. Qualsiasi trattamento di questa linea non pregiudica lo status del territorio. "

## Confine con Siria e Libano

### Mandato francese: Accordo di Paulet – Newcombe

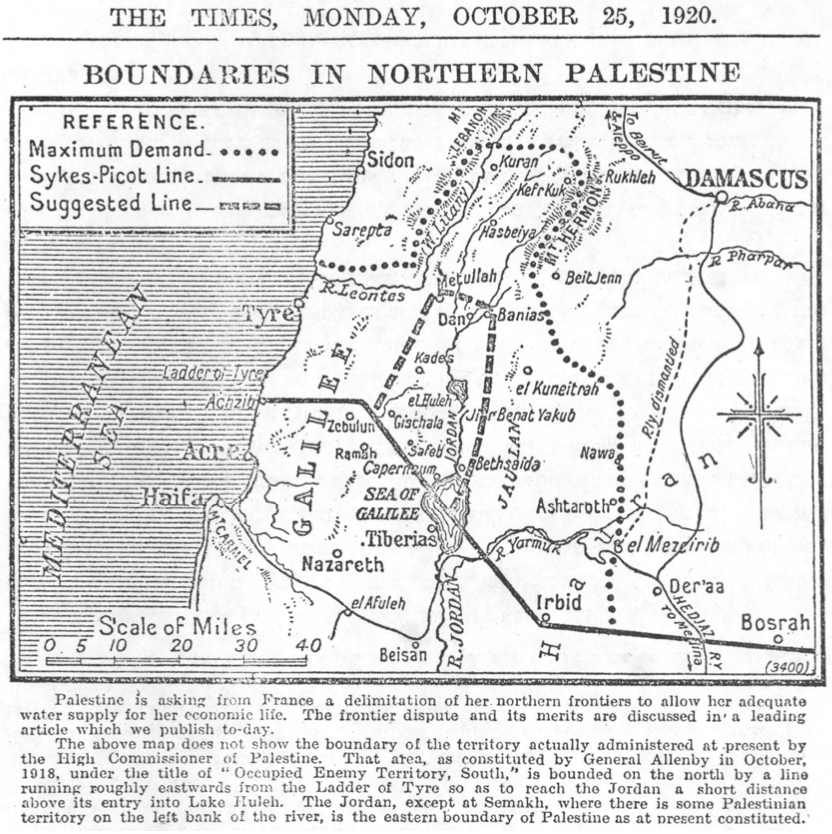
Articolo del The Times, 25 ottobre 1920, che riportava le discussioni attive riguardanti la linea di confine; successivamente formalizzato nell'accordo Paulet-Newcombe.

L'accordo Paulet-Newcombe, una serie di accordi tra il 1920 e il 1923, conteneva i punti cardine per il confine tra i mandati di Palestina e Mesopotamia, attribuiti alla Gran Bretagna, e il mandato di Siria e Libano, attribuito alla Francia.
Un accordo del 1920 definì i confini dei mandati britannici e francesi in termini generali, e collocò la maggior parte delle alture del Golan nella sfera francese. L'accordo istituì anche una commissione congiunta per regolare il confine e contrassegnarlo sul terreno. La commissione presentò il suo rapporto finale il 3 febbraio 1922, e venne approvato dal governo britannico e francese il 7 marzo 1923, diversi mesi prima che Gran Bretagna e Francia assumessero il controllo del territorio. Secondo lo stesso processo, un lotto di terreno vicino che includeva l'antico sito di Dan fu trasferito dalla Siria alla Palestina all'inizio del 1924. In questo modo le alture del Golan entrarono a far parte del mandato francese della Siria . Quando il mandato francese della Siria terminò nel 1944, le alture del Golan rimasero parte del nuovo stato indipendente della Siria.

Confini nella regione del mare di Galilea e delle alture del Golan, che mostrano i confini ottomani, l'accordo del 1920 e l'accordo del 1923

Nel 1923, un accordo tra il Regno Unito e la Francia, noto come accordo Paulet-Newcombe, stabilì il confine tra il mandato britannico della Palestina, che sarebbe stato formalizzato a breve, e il mandato francese di Siria. Gli inglesi cedettero le alture meridionali del Golan ai francesi in cambio della valle del Giordano settentrionale. Il confine venne tracciato in modo tale che entrambe le sponde del fiume Giordano e l'intero Mar di Galilea, compresa una striscia di 10 metri di larghezza lungo la costa nord-orientale, facessero parte della Palestina.

### Modifiche successive
Il piano di partizione delle Nazioni Unite del 1947 assegnò questo territorio allo stato ebraico. Dopo la guerra arabo-israeliana del 1948, la Siria annesse una parte della terra che era stata assegnata allo stato ebraico e in base agli accordi di armistizio del 1949 con Israele, ha mantenuto 66 chilometri quadrati di quel territorio nella valle del Giordano che si trovava a ovest del confine del mandato palestinese del 1923 (contrassegnato verde nella mappa a destra). Questi territori sono stati designati zone demilitarizzate (DMZ) e sono rimasti sotto il controllo siriano (contrassegnati come DMZ sulla seconda mappa). È stato sottolineato come la linea dell'armistizio "non dovesse essere interpretata come avente alcuna relazione con gli accordi territoriali finali". (Articolo V)
Durante la guerra dei sei giorni (1967), Israele conquistò il territorio così come il resto delle alture del Golan, e successivamente respinse un tentativo siriano di riconquistarlo durante la guerra dello Yom Kippur (1973). Israele ha annesso le alture del Golan nel 1981 con la legge sulle alture del Golan. Israele iniziò a costruire insediamenti sulle alture del Golan e offrì ai residenti drusi e circassi la cittadinanza, che la maggior parte rifiutò. Oggi Israele considera le alture del Golan come parte integrante del paese.  La linea viola segna il confine tra Israele e Siria. L'annessione unilaterale di Israele non è stata riconosciuta a livello internazionale e la risoluzione 242 del Consiglio di sicurezza delle Nazioni Unite si riferisce all'area come occupata da Israele.
Durante gli anni '90, ci furono negoziati costanti tra Israele e Siria per quanto riguardava una mediazione del conflitto e un ritiro israeliano dalle alture del Golan, ma un trattato di pace non è arrivato a buon fine. Il principale ostacolo sembra riguardare i 66 chilometri quadrati di territorio che la Siria ha mantenuto in virtù dell'accordo di armistizio del 1949. I paesi arabi sostengono la posizione della Siria, e invitano Israele "a tornare ai confini del 1967". (Vedi 2002 Arab Peace Initiative)

### Conflitto in Libano

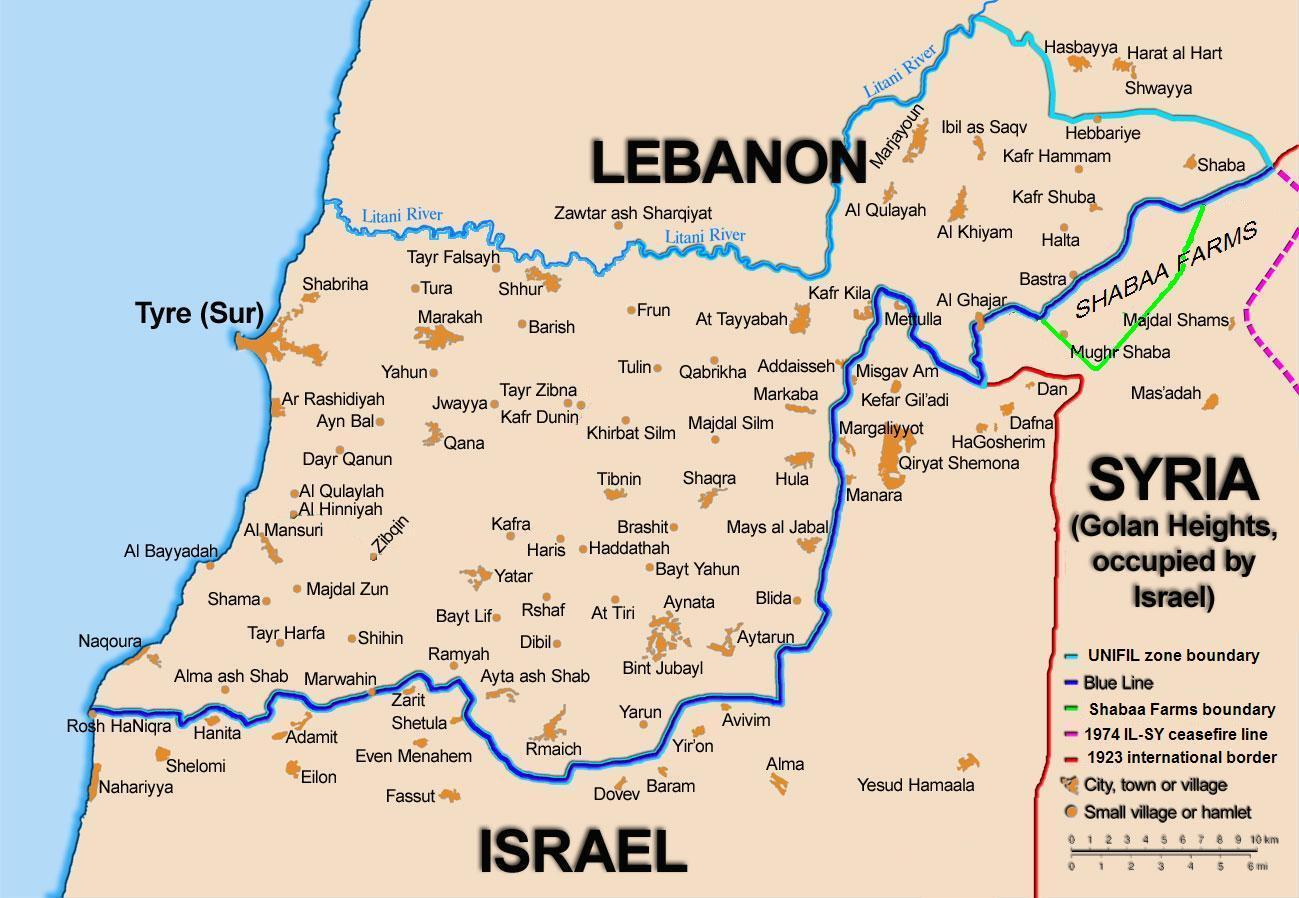
La Linea Blu copre il confine libanese-israeliano; un'estensione copre il confine libanese-alture del Golan.

Il 14 marzo 1978, Israele lanciò l'operazione Litani, occupando l'area a sud del fiume Litani, ad eccezione di Tiro (vedi mappa). In risposta all'invasione, il Consiglio di Sicurezza delle Nazioni Unite ha approvato la risoluzione 425 e la risoluzione 426 del Consiglio che chiedevano il ritiro delle forze israeliane dal Libano. Le forze israeliane si ritirarono più tardi nel 1978, ma cedettero le loro posizioni all'interno del Libano al loro alleato, l'Esercito del Libano del Sud (SLA).
Le Nazioni Unite nel giugno 2000 furono chiamate a decidere il confine libanese per determinare se Israele si fosse completamente ritirato dal Libano in conformità con la risoluzione 425 del Consiglio di sicurezza delle Nazioni Unite. Questa linea è stata chiamata linea blu. Allo stesso tempo, le Nazioni Unite non dovevano considerare la legalità del confine tra il Libano e le alture del Golan controllate da Israele, poiché ciò non era richiesto ai fini della risoluzione 425 del Consiglio. Di conseguenza, la linea di demarcazione dell'armistizio tra il Libano e le alture del Golan controllate da Israele non deve essere espressamente chiamata la linea blu.
La linea blu, che l'ONU doveva determinare, era la linea di schieramento dell'IDF prima del 14 marzo 1978, quando Israele invase il Libano. In effetti quella linea fu riconosciuta sia dal Libano che da Israele come confine internazionale, e non solo come linea di demarcazione dell'armistizio del 1949  (quella che viene comunemente chiamata la linea verde) dopo la guerra arabo-israeliana del 1948.
Il 17 aprile 2000, Israele ha annunciato che avrebbe ritirato le sue forze dal Libano. Il governo libanese ha rifiutato di prendere parte alla segnatura del confine. L'ONU ha quindi condotto la propria indagine sulla linea ai fini della risoluzione 425 del Consiglio, che richiedeva "il rispetto rigoroso dell'integrità territoriale, della sovranità e dell'indipendenza politica del Libano entro i suoi confini internazionalmente riconosciuti".
Dal 24 maggio al 7 giugno 2000, il cartografo delle Nazioni Unite e il suo team, assistiti dall'UNIFIL, hanno lavorato sul campo per individuare una linea da adottare ai fini pratici della conferma del ritiro israeliano. Sebbene fosse stato convenuto che questa non sarebbe stata una demarcazione formale del confine, l'obiettivo era identificare una linea sul terreno strettamente conforme ai confini internazionalmente riconosciuti del Libano, sulla base delle migliori prove cartografiche e documentarie disponibili. Il 25 maggio 2000, Israele ha notificato al segretario generale delle Nazioni Unite di aver ridistribuito le sue forze in conformità con la risoluzione del Consiglio 425, cioè al confine libanese riconosciuto a livello internazionale. Il 7 giugno, la mappa completa che mostra la linea di ritiro è stata formalmente trasmessa dal comandante della forza di UNIFIL ai suoi omologhi libanesi e israeliani. Nonostante le loro riserve sulla linea, i governi di Israele e Libano hanno confermato che identificare questa linea era di esclusiva responsabilità delle Nazioni Unite e che avrebbero rispettato la linea come identificata.
L'8 giugno 2000, le squadre UNIFIL hanno iniziato il lavoro di verifica del ritiro israeliano dietro la linea.

### La linea blu
La linea blu identificata dalle Nazioni Unite nel 2000 come il confine del Libano, dal Mediterraneo al fiume Hasbani, si avvicina molto alla Linea Verde individuata nell'accordo del 1949 tra Libano e Israele. L'area ad est del fiume Hasbani è considerata parte della Siria e inclusa nelle alture del Golan.
L'accordo di armistizio tra Libano e Israele è stato firmato il 23 marzo 1949. I punti principali erano:
- I termini dell'accordo erano dettati esclusivamente da considerazioni militari.
- La linea dell'armistizio (cioè, la "linea verde") era il confine internazionale, che corrisponde al confine del mandato del 1923 tra il Libano e la Palestina (vedi: trattato di Sèvres).
- A differenza degli altri accordi sulla linea verde, non contiene alcuna clausola che neghi questa linea come confine internazionale, ed è stata successivamente trattata come era stata in precedenza, come il confine internazionale de jure del Libano.
- Israele ha ritirato le sue forze da 13 villaggi nel territorio libanese, che erano stati occupati durante la guerra.

Nel 1923, 38 contrassegni di confine furono posizionati lungo il confine di 78 chilometri (48 miglia) e fu pubblicata una descrizione dettagliata del testo. La linea blu del 2000 differisce in circa una mezza dozzina di brevi tratti dalla linea del 1949, anche se mai di oltre 475 metri.
Tra il 1950 e il 1967, i topografi israeliani e libanesi sono riusciti a completare 25 chilometri non contigui e contrassegnare (ma non firmare) un altro quarto del confine internazionale.
Il 16 giugno, il segretario generale delle Nazioni Unite ha riferito al Consiglio di sicurezza che Israele aveva ritirato le sue forze dal Libano in conformità con la risoluzione del Consiglio 425 e ha soddisfatto i requisiti definiti nel suo rapporto del 22 maggio 2000. Da allora, la linea di ritiro è stata definita linea blu in tutte le comunicazioni ufficiali delle Nazioni Unite.

### Conflitto sulle fattorie Shebaa

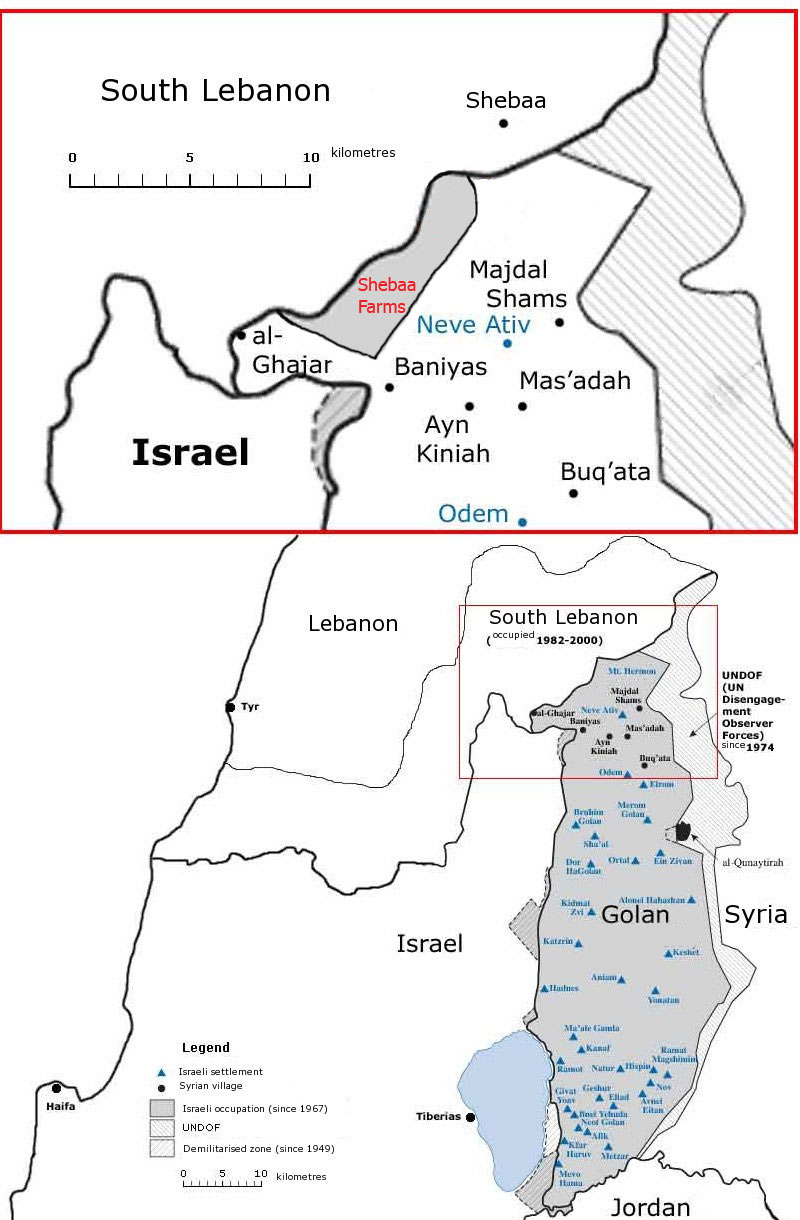
Mappa delle fattorie Shebaa

Il conflitto di Shebaa Farms nasce dall'occupazione israeliana e dall'annessione delle alture del Golan, rispetto al confine di quel territorio con il Libano. Sia il Libano che la Siria erano all'interno del territorio del mandato francese tra il 1920 e la fine del mandato francese nel 1946.
Documenti degli anni '20 e '30 indicano che alcuni abitanti locali si consideravano parte del Libano, ad esempio pagando le tasse al governo libanese.
La regione ha continuato ad essere rappresentata negli anni '30 e '40 come territorio siriano, sotto il mandato francese. Mappe dettagliate che mostrano il confine furono prodotte dai francesi nel 1933 e di nuovo nel 1945.
Dopo la fine del mandato francese nel 1946, la terra fu amministrata dalla Siria e rappresentata come tale in tutte le mappe dell'epoca. Anche le mappe dell'accordo di armistizio del 1949 tra Siria e Israele designavano l'area come siriana.
Le mappe dell'area hanno continuato a mostrare le fattorie in Siria. Anche le mappe degli eserciti siriano e libanese hanno continuato a delimitare la regione all'interno del territorio siriano (vedi mappa).
Nel 1967, la maggior parte dei proprietari terrieri e degli agricoltori locali vivevano al di fuori della regione controllata dalla Siria, al di là del confine tra Libano e Siria, nel villaggio libanese di Shebaa. Durante la guerra dei sei giorni nel 1967, Israele conquistò le alture del Golan dalla Siria, inclusa l'area di Shebaa. Di conseguenza, i proprietari terrieri libanesi non erano più in grado di coltivarlo.

### Confine marittimo tra Israele e Libano
Ad aprile 2021, è in corso una controversia sul confine del Mar Mediterraneo tra Israele e Libano. I negoziati sul confine marittimo sono iniziati nell'ottobre 2020.

## Confine con l'Egitto

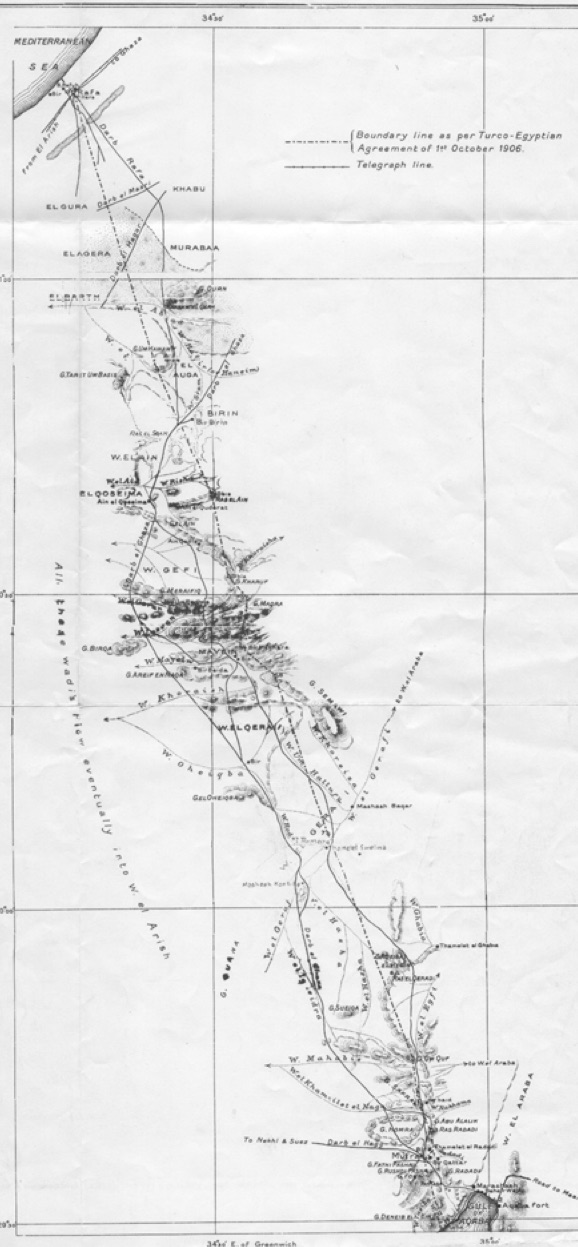
Egitto Confine ottomano 1906, come illustrato nel 1907 Survey of Egypt

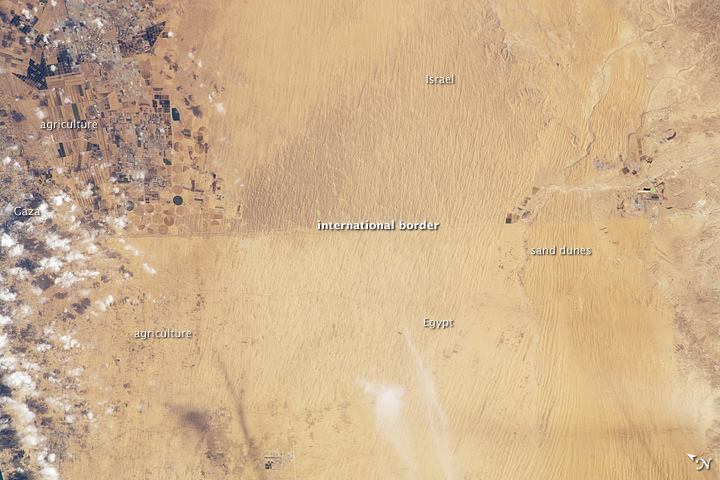
Una linea chiaramente visibile segna circa 80 chilometri (~ 50 miglia) del confine internazionale tra Egitto e Israele in questa fotografia dalla Stazione spaziale internazionale, probabilmente per un livello più elevato di pascolo da parte delle mandrie di animali curate dai beduini sul lato egiziano del confine.

Il confine internazionale tra l'Impero ottomano e l'Egitto controllato dagli inglesi fu tracciato nell'accordo ottomano-britannico del 1º ottobre 1906.
Secondo i documenti personali del colonnello britannico Wilfed A. Jennings Bramley, che influenzò i negoziati, il confine servì principalmente gli interessi militari britannici: allontanò il più possibile gli ottomani dal canale di Suez e diede alla Gran Bretagna il controllo completo su entrambi i golfi del Mar Rosso, compreso lo stretto di Tiran. Gli inglesi erano anche interessati a rendere il confine il più breve e pattugliabile possibile e non tenevano conto delle esigenze dei residenti locali nei negoziati.
L'accordo di armistizio del 1949 tra Israele ed Egitto fu ratificato il 24 febbraio 1949. La linea di armistizio tra questi paesi seguiva il confine internazionale tranne che lungo la Striscia di Gaza, che rimase sotto l'occupazione egiziana.
Il trattato di pace tra Egitto e Israele, firmato il 26 marzo 1979, ha creato un confine internazionale ufficialmente riconosciuto lungo la linea del 1906, con l'Egitto che ha rinunciato a tutte le rivendicazioni sulla Striscia di Gaza. Sorse una disputa sulla delimitazione della linea di confine nel suo punto più meridionale, a Taba. Taba si trovava sul lato egiziano della linea dell'armistizio del 1949, ma Israele affermò che Taba si trovava sul lato ottomano di un confine concordato tra gli ottomani e l'Egitto britannico nel 1906 e che in precedenza c'era stato un errore nel segnare la linea. La questione è stata sottoposta a una commissione internazionale composta da un israeliano, un egiziano e tre stranieri. Nel 1988, la commissione decise a favore dell'Egitto e Israele si ritirò da Taba nello stesso anno.

## Confine con la Palestina

### Fine del mandato britannico

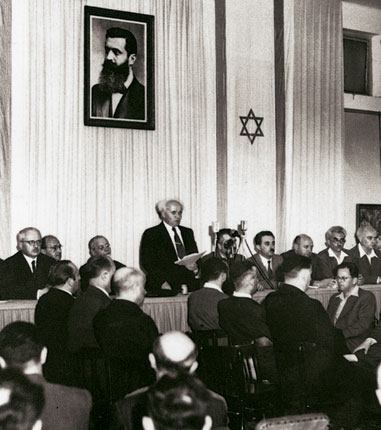
David Ben-Gurion che proclama l'indipendenza sotto un grande ritratto di Theodor Herzl, fondatore del sionismo moderno

Il 29 novembre 1947, l'Assemblea generale delle Nazioni Unite adottò la risoluzione 181 (II) che raccomandava l'adozione e l'attuazione di un piano per dividere la Palestina in "Stati arabi ed ebrei indipendenti" e un "regime internazionale speciale per la città di Gerusalemme" amministrato dalla Nazioni Unite. L'Agenzia ebraica per la Palestina, a nome della comunità ebraica, nonostante i suoi dubbi, accettò il piano. Con poche eccezioni, i leader e i governi arabi respinsero il piano di partizione nella risoluzione, per via di una suddivisione iniqua del territorio a fronte della fertilità delle terre e della popolazione. La Gran Bretagna dichiarò che il mandato sarebbe terminato il 15 maggio 1948.
Il 14 maggio 1948, David Ben-Gurion, in una cerimonia a Tel Aviv, dichiarò "l'istituzione di uno stato ebraico in Eretz-Israel, conosciuto come lo Stato di Israele", "lo stato di Israele è stato proclamato come una repubblica indipendente entro le frontiere approvate dall'Assemblea Generale delle Nazioni Unite nella sua Risoluzione del 29 novembre 1947 ", (vale a dire, all'interno dell'area designata come "Stato ebraico" nel piano di partizione).

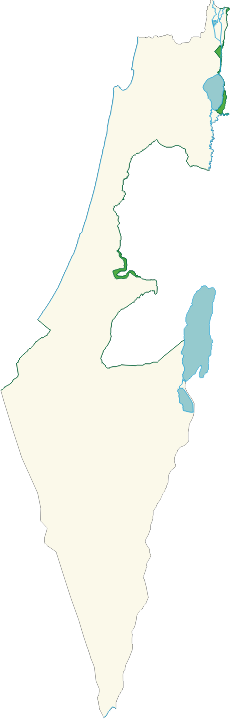
La linea verde israeliana del 1949 (linea sottile verde) e le zone smilitarizzate (linea / aree verdi spesse)

Il 15 maggio, eserciti arabi regolari entrarono in quella che era stata la Palestina del mandato. Quest'intervento segnò la transizione dalla guerra civile del 1947-1948 nella Palestina mandataria alla guerra arabo-israeliana del 1948. Le sorti della battaglia si volsero presto contro gli arabi, e Israele lanciò quindi una serie di offensive militari, ampliando notevolmente i territori da esso occupati. La fine della guerra si vidde con la Conferenza di Losanna del 1949. A seguito dei negoziati arabo-israeliani controllati a livello internazionale, negli accordi di armistizio del 1949 fu concordato un confine basato sulle linee di cessate il fuoco della guerra con aggiustamenti territoriali minori, comunemente denominati Linea Verde. La linea verde è stata espressamente dichiarata negli accordi di armistizio come una linea di demarcazione temporanea, piuttosto che un confine permanente, e gli accordi di armistizio hanno relegato la questione dei confini permanenti a futuri negoziati. L'area ad ovest del fiume Giordano venne chiamata Cisgiordania e fu annessa alla Giordania nel 1950; e la Striscia di Gaza fu occupata dall'Egitto. Durante la guerra dei sei giorni del 1967, Israele conquistò la Cisgiordania dalla Giordania, la Striscia di Gaza e la penisola del Sinai dall'Egitto e le alture del Golan dalla Siria, e pose questi territori sotto occupazione militare.
Il 22 settembre 1948, il Consiglio di Stato provvisorio di Israele approvò una legge per annettere tutta la terra che Israele aveva occupato durante la guerra, e dichiarando che da quel momento in poi qualsiasi parte della Palestina presa dall'esercito israeliano sarebbe stata automaticamente annessa ad Israele. Israele annesse tutte le terre all'interno della Linea Verde, sebbene dagli accordi di armistizio fossero dichiarati confini temporanei e non permanenti.

### Eventi successivi
Nel 1988, la Palestina ha dichiarato la sua indipendenza senza specificare i suoi confini.
Nel 2011, la Palestina ha presentato una domanda di adesione alle Nazioni Unite, utilizzando i confini per l'amministrazione militare che esistevano prima del 1967. Poiché Israele non riconosce lo Stato di Palestina, i confini della Giordania con Israele rimangono poco chiari, almeno nel settore della Cisgiordania.
Israele e i territori palestinesi si trovano ora interamente entro i confini dell'ex Palestina del mandato britannico. Dal trattato di pace Egitto–Israele del 1979, l'Egitto ha rinunciato a tutte le rivendicazioni sulla Striscia di Gaza. Nel 1988, la Giordania ha rinunciato a tutte le rivendicazioni alla Cisgiordania; questo è stato reso ufficiale nel trattato di pace Israele–Giordania del 1994. La Linea Verde è il confine contestato di Israele con i territori palestinesi.
I confini di un futuro Stato palestinese, nei confronti di Israele, sono soggetti ai negoziati in corso nel processo di pace israelo-palestinese. Il ministro degli esteri israeliano Avigdor Lieberman ha proposto un piano che la regione di confine arabo-israeliana nota come Triangolo venga rimossa dalla sovranità israeliana e trasferita all'Autorità Palestinese, in cambio dei blocchi di insediamenti di confine. L'Autorità Palestinese rivendica tutti questi territori (compresa Gerusalemme Est) per un futuro Stato palestinese, e la sua posizione è sostenuta dalla Lega Araba. Mentre Israele ha espresso il desiderio di annettere gli insediamenti al confine e mantenere Gerusalemme Est, il suo confine con Gaza è stato ampiamente consolidato, soprattutto dopo il ritiro di Israele dalla Striscia di Gaza nel 2005. Israele non ha rivendicato alcuna parte del territorio di Gaza e ha offerto l'intera area ai palestinesi come parte del vertice di Camp David del 2000.
Allo stesso tempo, Israele ha continuato a rivendicare una striscia nominale al confine tra la Cisgiordania e la Giordania, e tra Gaza e l'Egitto come confine con quei Paesi, così da poter controllare ed eventualmente bloccare ogni passaggio di persone rifornimenti.

### Stato di Gerusalemme

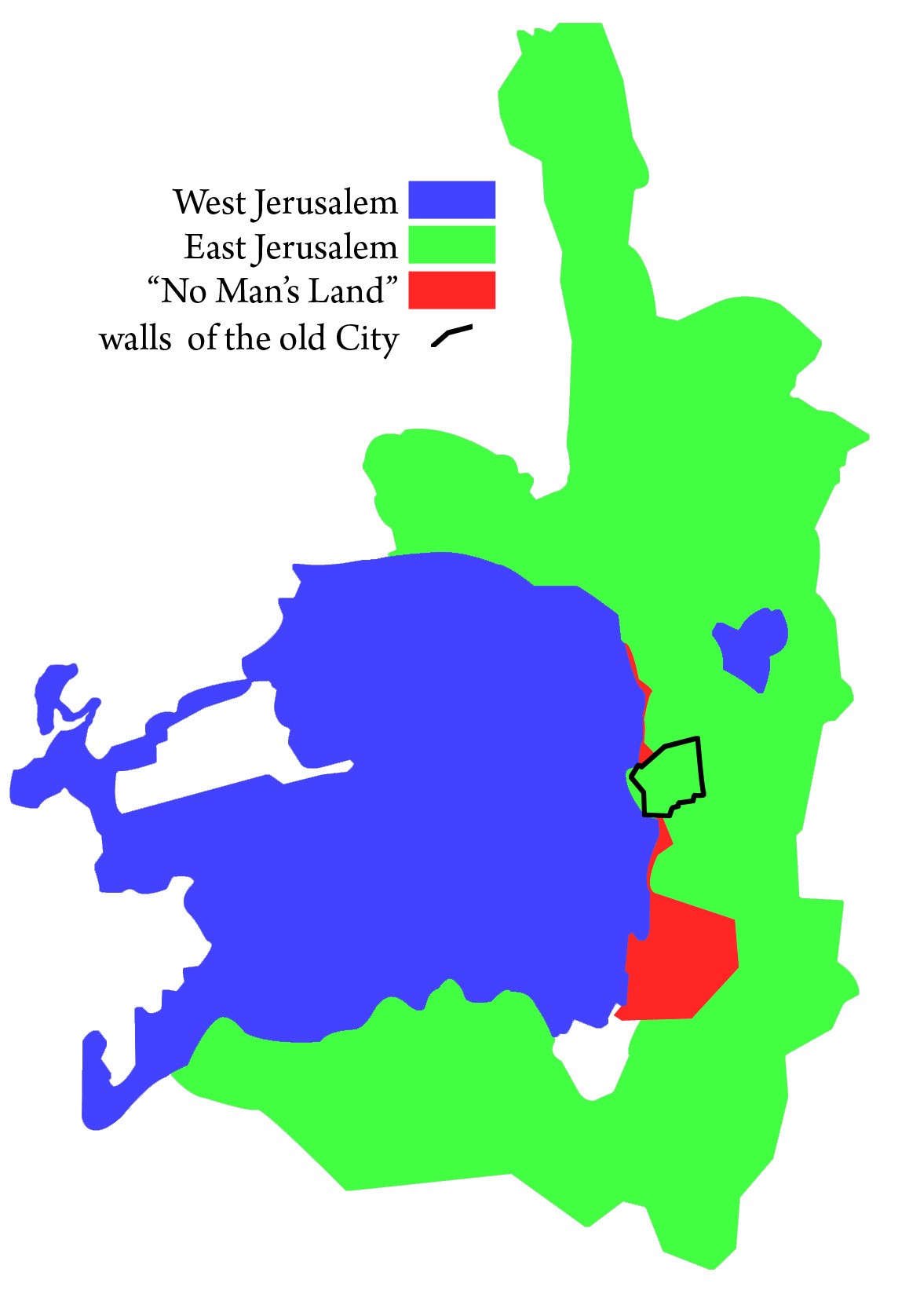
Area municipale di Gerusalemme

Lo status e il confine di Gerusalemme continuano ad essere controversi.
Dopo la guerra arabo-israeliana del 1948, Israele aveva il controllo di Gerusalemme Ovest mentre la Giordania aveva il controllo di Gerusalemme Est (inclusa la Città Vecchia fortificata in cui si trova la maggior parte dei luoghi santi). Durante la guerra dei sei giorni del 1967, Israele ottenne il controllo della Cisgiordania, così come di Gerusalemme Est, e poco dopo estese i limiti della città municipale di Gerusalemme per coprire l'intera Gerusalemme Est e l'area circostante, applicando le sue leggi, giurisdizione, e amministrazione a quel territorio. Nel 1980, la Knesset approvò la legge di Gerusalemme, dichiarando che Gerusalemme è la capitale "completa e unita" di Israele. Il governo israeliano ha offerto la cittadinanza ai residenti palestinesi di quel territorio, la maggior parte dei quali ha rifiutato, e oggi sono trattati come residenti permanenti secondo la legge israeliana. Secondo l'organizzazione israeliana per i diritti, Hamoked, se questi palestinesi vivono all'estero per sette anni, o ottengono la cittadinanza o la residenza altrove, perdono il loro status di residenza israeliana.
La presunta annessione di Gerusalemme Est è stata criticata da leader palestinesi, arabi e altri, ed è stata dichiarata dal Consiglio di sicurezza delle Nazioni Unite "una violazione del diritto internazionale" e "nulla e non valida" nella risoluzione 478, e non è stata riconosciuta dalla comunità internazionale.
Il 6 dicembre 2017, l'allora presidente degli Stati Uniti Donald Trump annunciò il riconoscimento da parte degli Stati Uniti di Gerusalemme come capitale di Israele. Il segretario di Stato Rex Tillerson  ha chiarito "che lo status finale, compresi i confini, sarebbe stato lasciato alle due parti.